# 황금 세대
황금 세대(黃金世代, Goalden generation)는 특정 분야에서 특정 연령층에 돌출한 재능을 가진 인재가 집중하는 것을 가리키는 말이다. 특히 스포츠 분야에서 많이  사용된다.

## 같이 보기
- 황금 사중주